# 베니오 로세르트
베니오 로세르트(크로아티아어: Venio Losert, 1976년 7월 25일~)는 크로아티아의 핸드볼 선수, 지도자로 현역 시절 당시 포지션은 골키퍼이다.
크로아티아 국가대표팀 소속으로 올림픽에 4회 참가했으며 1996년 하계 올림픽과 2004년 하계 올림픽에서 금메달, 2012년 하계 올림픽에서 동메달을 획득했다. 또한 세계 선수권 대회에서 준우승 3회 차지했고 유럽 선수권 대회에서 동메달 1개를 획득했다.
로세르트는 크로아티아 국가대표로 211경기 출전했으며 역대 크로아티아 국가대표 골키퍼 중 가장 많은 출전 기록을 보유하고 있다.